# Пыжице
Пыжице (пол. Pyrzyce), Пириц (нем. Pyritz [ˈpyˌʁɪt͡s]) — город в Польше, входит в Западно-Поморское воеводство, Пыжицкий повят. Имеет статус городско-сельской гмины. Занимает площадь 38,79 км². Население — 12 880 человек (на 2013 год).

## Известные уроженцы
- Густав Гиршфельд (1847—1895) — немецкий археолог.
- Карл Гюцлаф (1803—1851) — протестантский миссионер, переводчик Библии на китайский и тайский языки, уроженец и почетный гражданин Пирица.
- Маргарете Нойман (1917—2002) — немецкая писательница и поэт, уроженка Пирица.

## Галерея

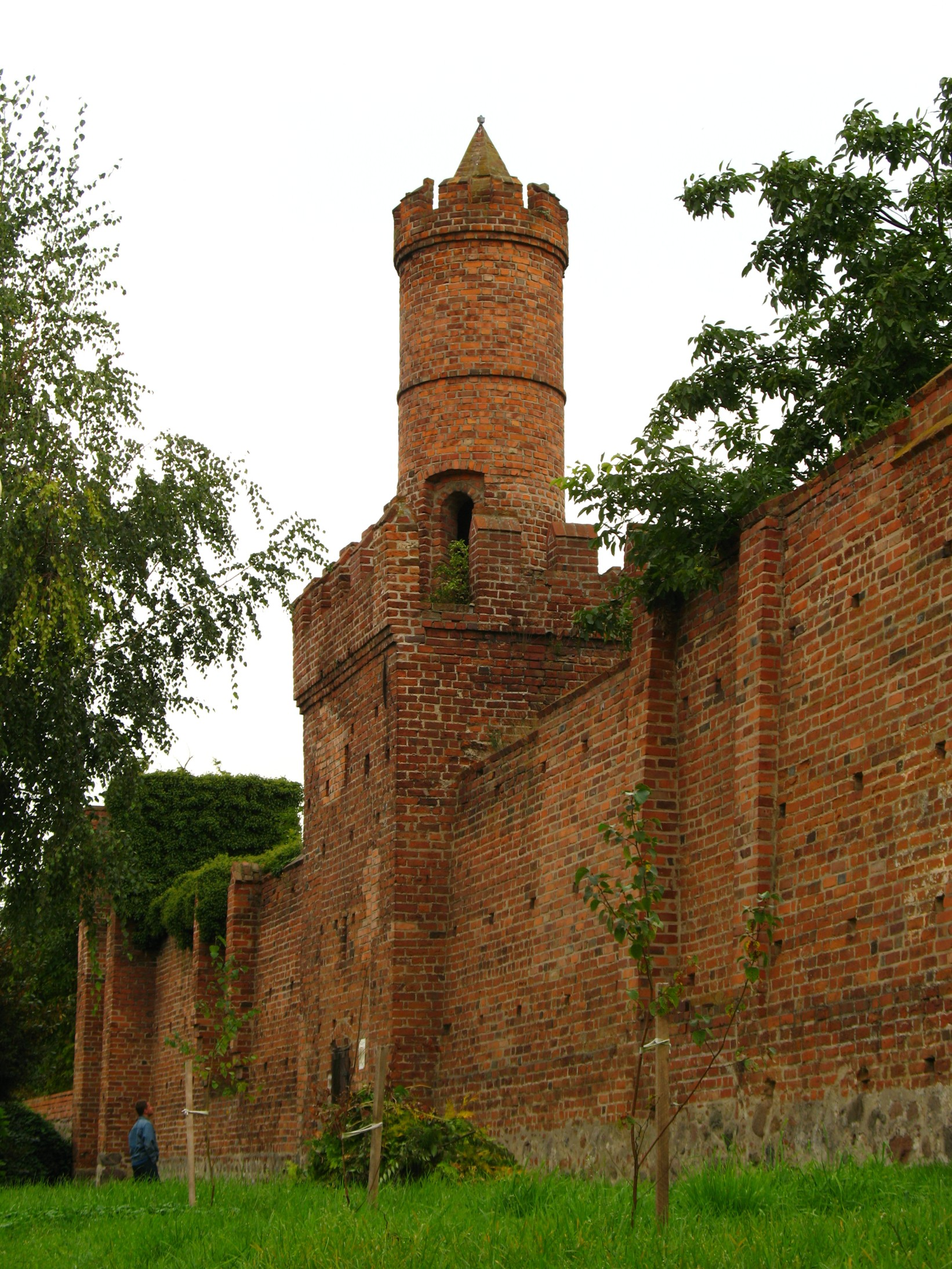
Часть средневековых городских стен
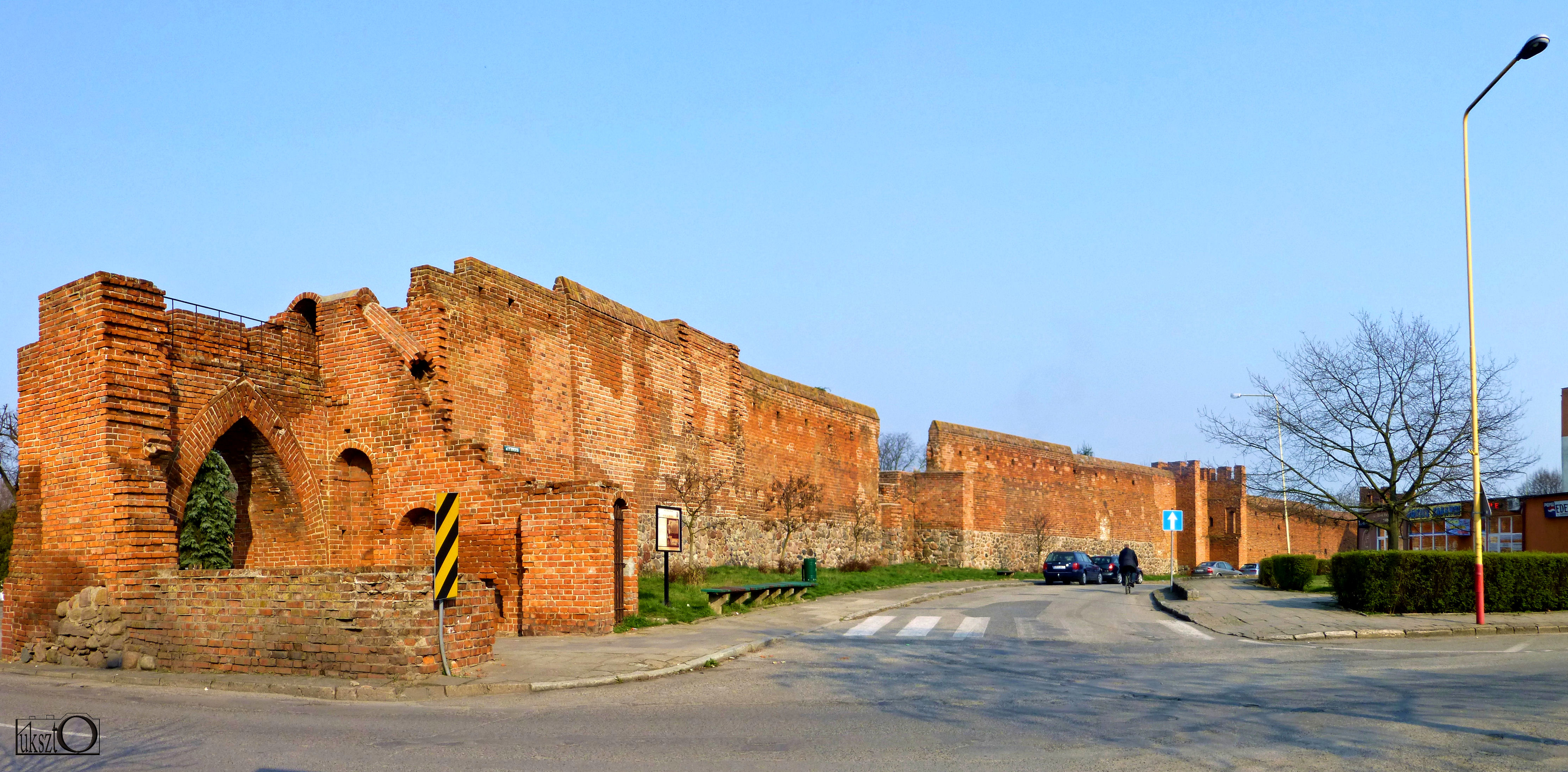
Городская средневековая стена
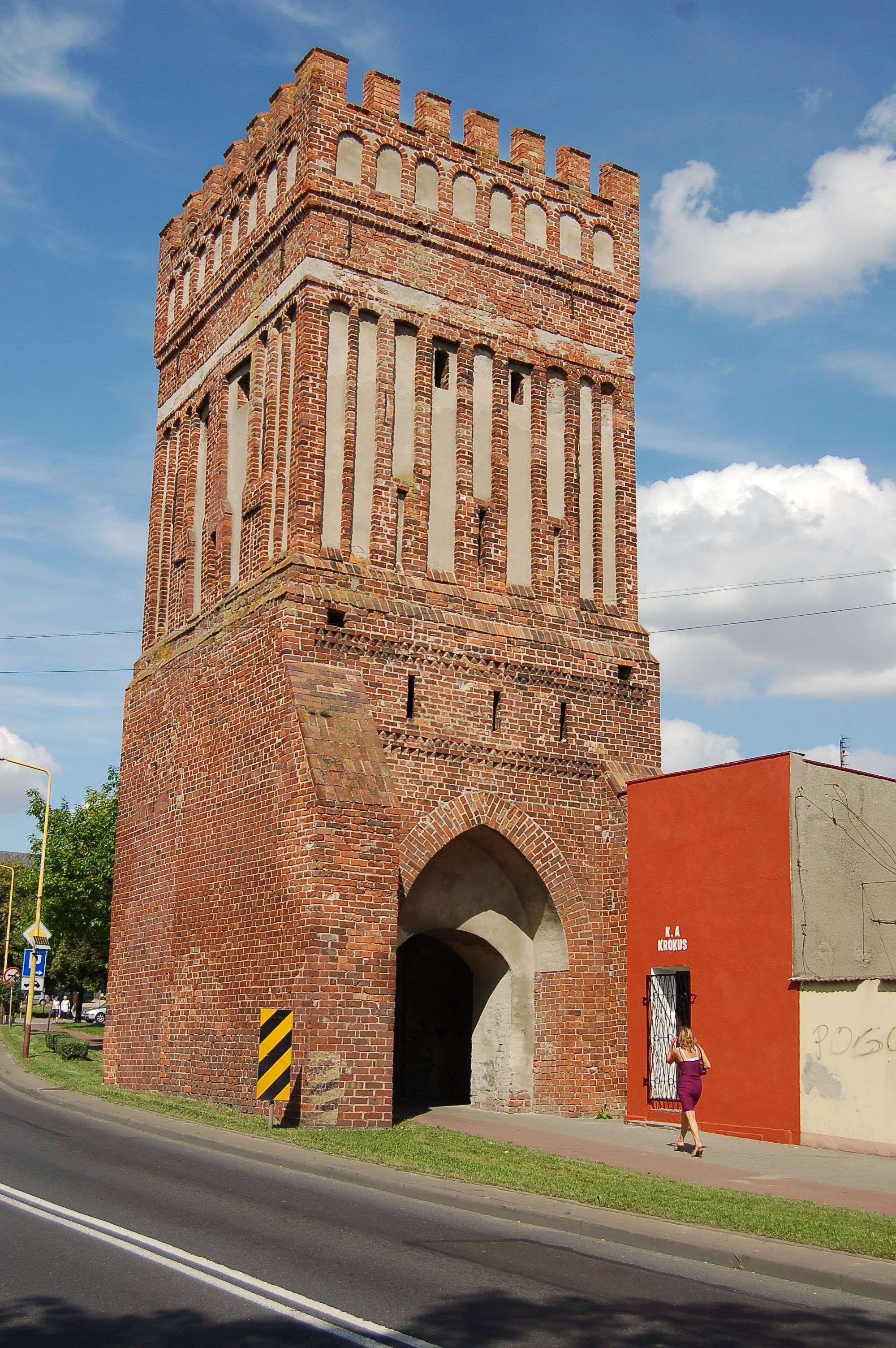
Городские ворота
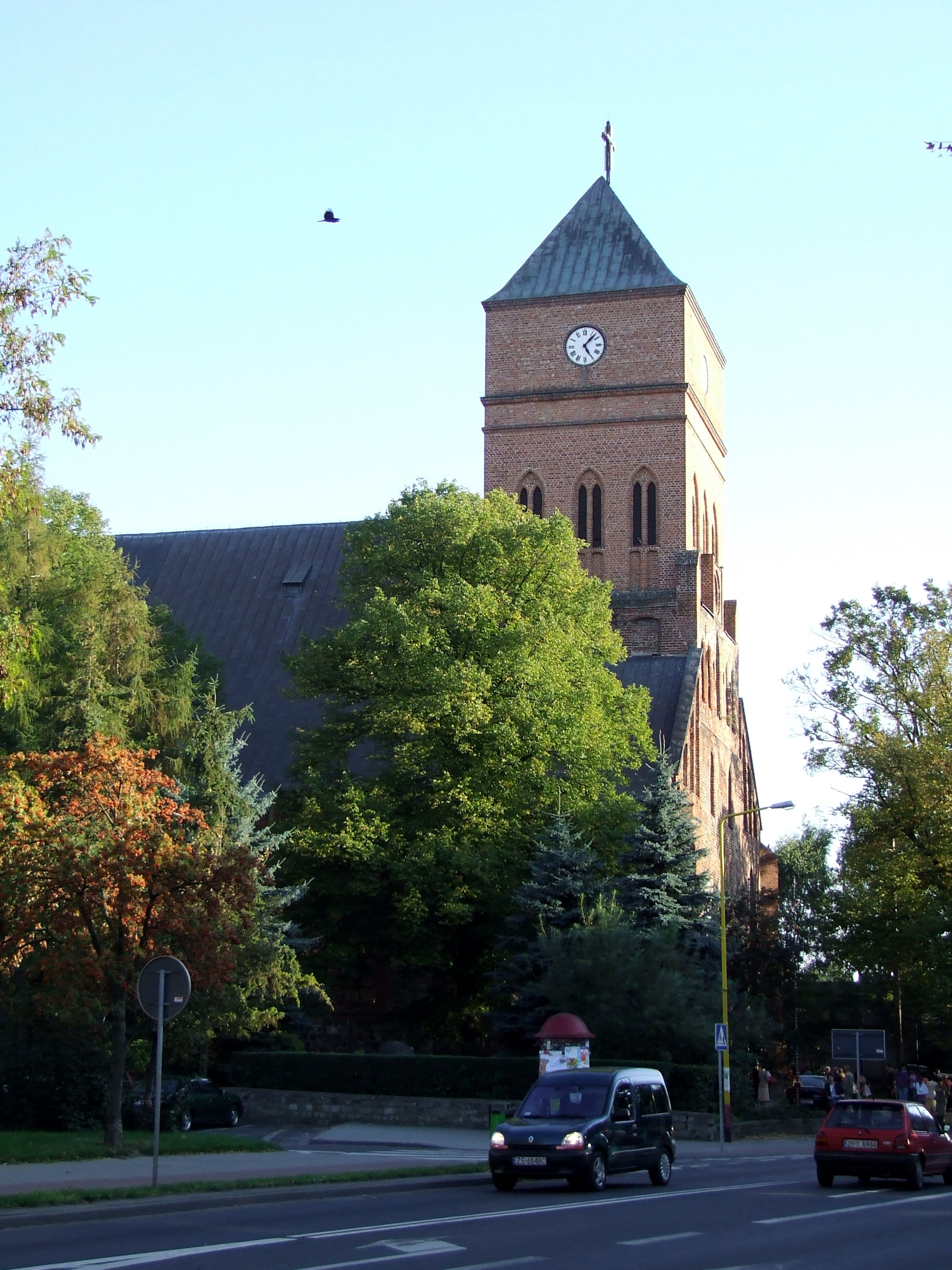
Церковь
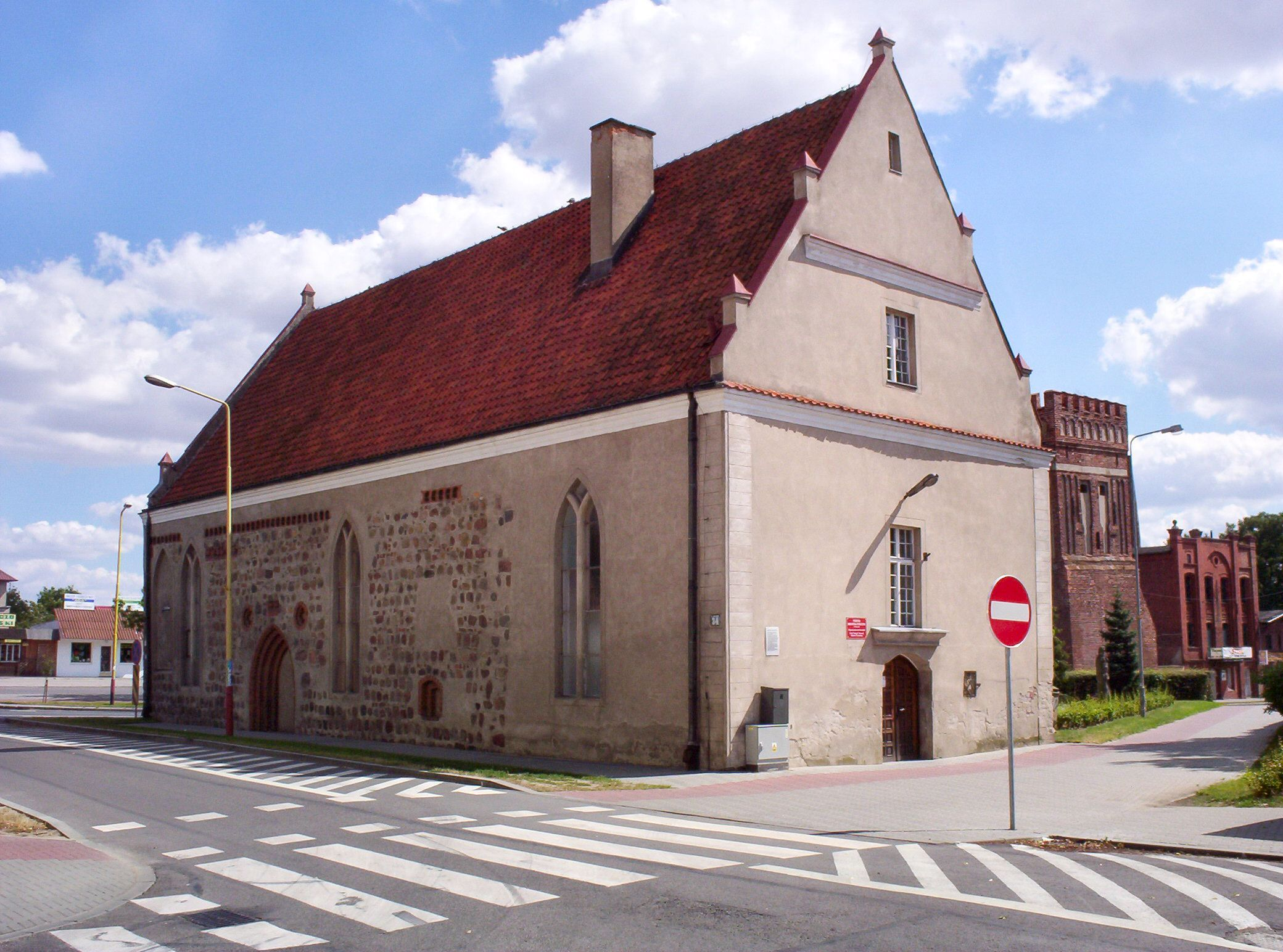
Часовня Св. Духа
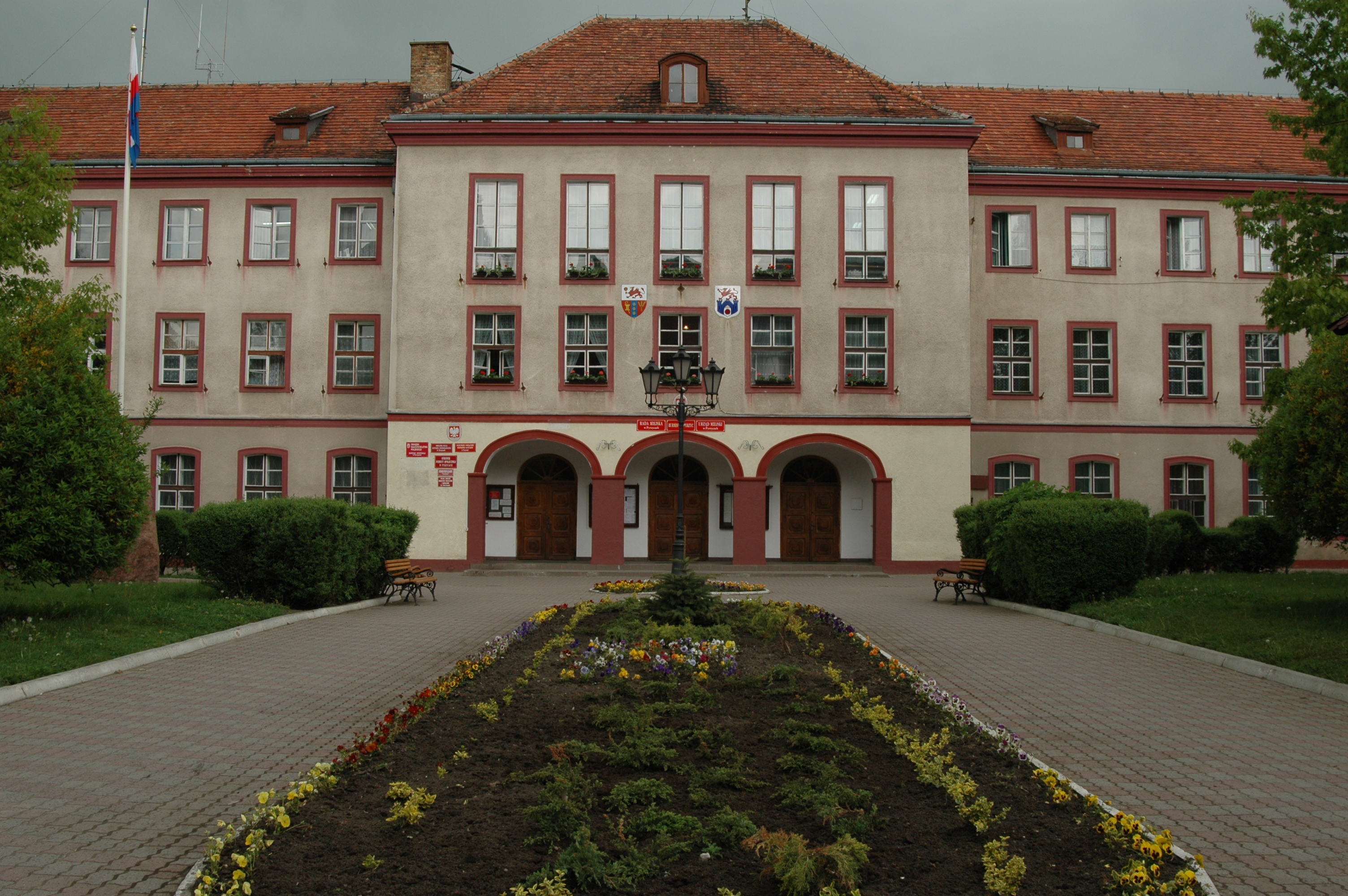
Мэрия
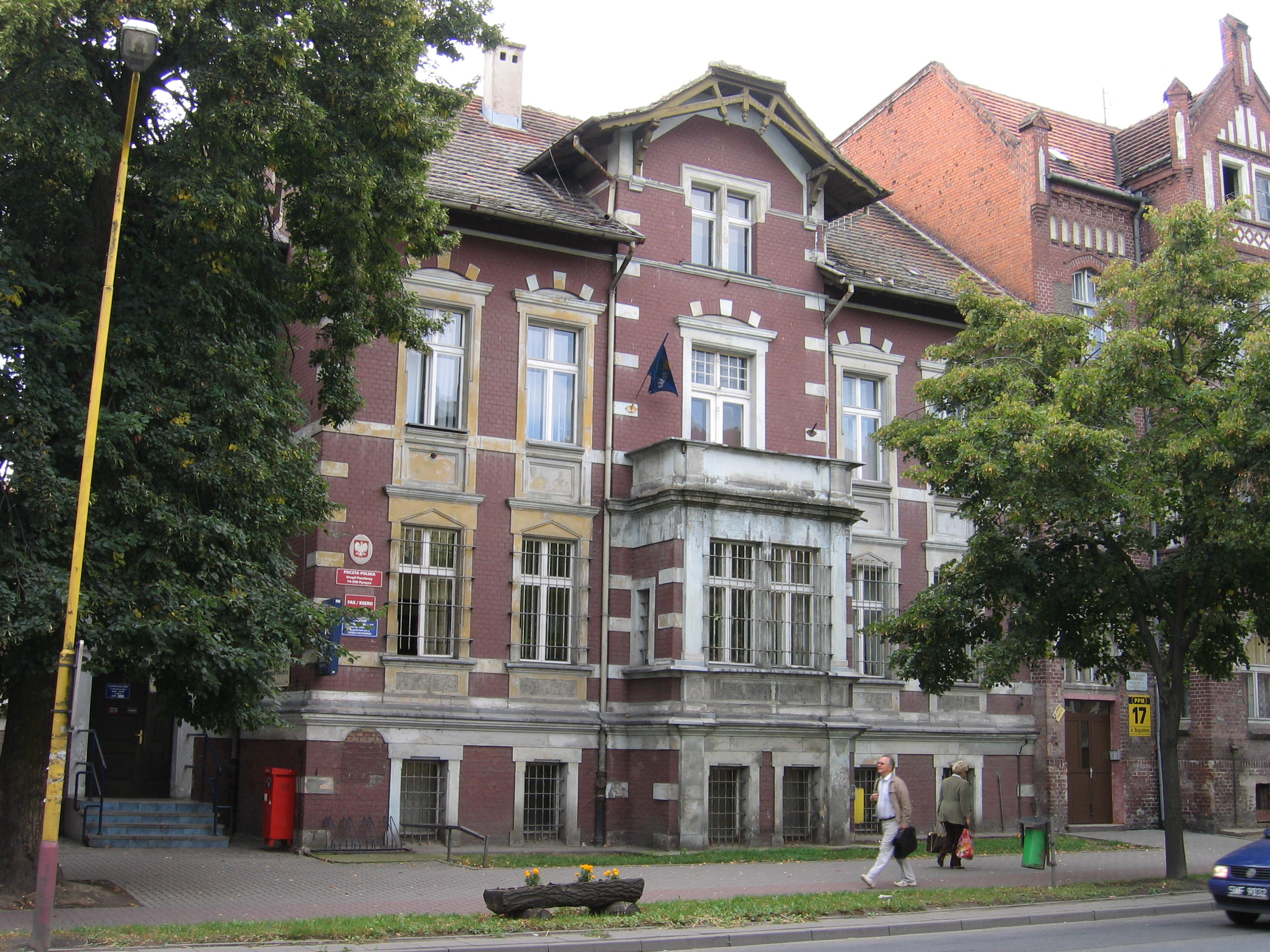
Почта
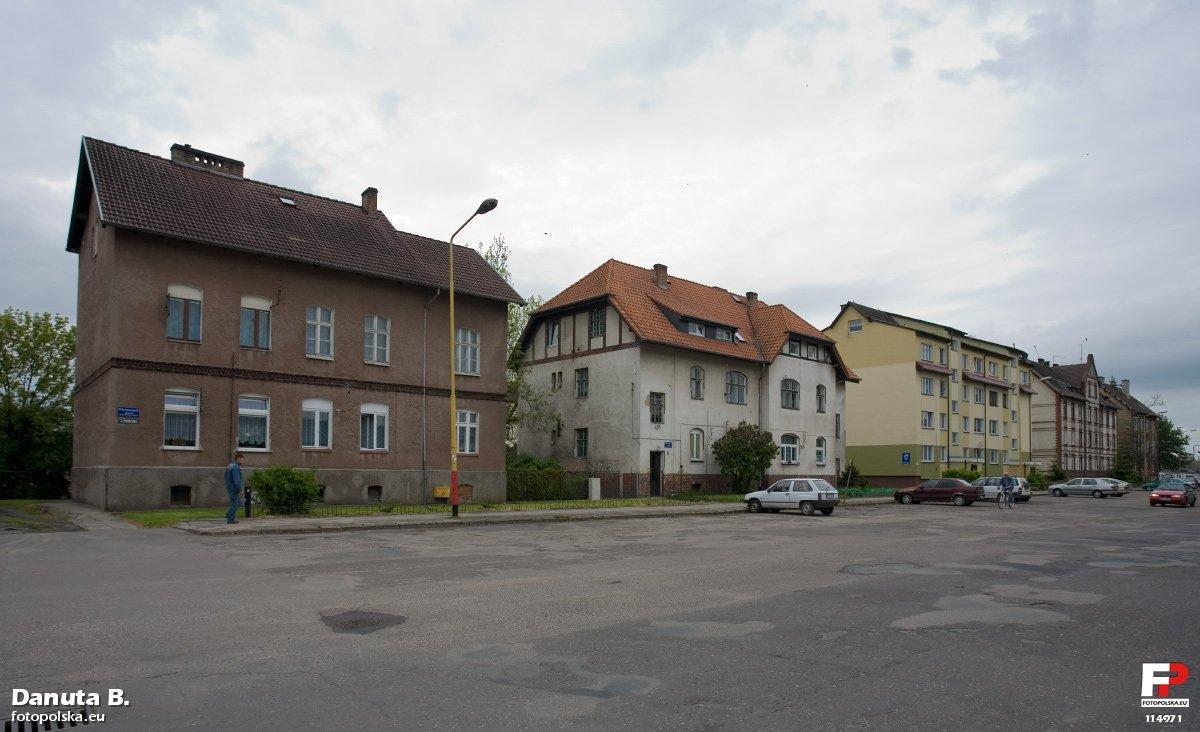
Старые дома